# أليوت تيسون
أليوت تيسون (بالإنجليزية: Elliot Tyson)‏ هو مهندس الصوت ومهندس أمريكي، ولد في 20 نوفمبر 1952 في سانتا مونيكا في الولايات المتحدة.

## وصلات خارجية
- أليوت تيسون على موقع IMDb (الإنجليزية)
- أليوت تيسون على موقع قاعدة بيانات الفيلم (الإنجليزية)